# Tandori Ágnes
Tandori Ágnes, született Nagy Ágnes (Pécs, 1942. október 28. – 2020. január 1.) magyar író, műfordító. Tandori Dezső felesége.

## Életútja
Francia-német idegennyelvű levelezői diplomát szerzett. 1967-ben kötött házasságot Tandori Dezső (1938–2019) költő, író, műfordítóval. Kezdetben a Malév, majd az Iparművészeti Vállalat munkatársa volt. Az 1970-es évek elejétől szellemi szabadfoglalkozású lett és férje társfordítójaként tevékenykedett.
Többek között Arthur Schopenhauer: A világ mint akarat és képzet, Lénárd Sándor: A római konyha, Edmond Rostand: Don Juan utolsó éjszakája című műveit és Edgar Rice Burroughs Tarzan-regényeit fordították közösen. A házaspár egyetlen közösen írt kötete az 1986-ban megjelent Madárnak születni kell..! című madártartásról szóló tanácsadó. 

## Művei
- Madárnak születni kell…! (1986, Tandori Dezsővel)

Műfordítások
- Lénárd Sándor: A római konyha (1986, Tandori Dezsővel)
- E. R. Burroughs: Tarzan és az aranyszőrű oroszlán (1988, Tandori Dezsővel)
- E. R. Burroughs: Tarzan a rettenetes (1988, Tandori Dezsővel)
- E. R. Burroughs: Tarzan, a dzsungel ura (1989, Tandori Dezsővel)
- R. Bloch: Pszicho (1990, Tandori Dezsővel)
- E. R. Burroughs: Tarzan, a legyőzhetetlen (1990, Tandori Dezsővel)
- E. R. Burroughs: Tarzan a föld mélyén (1990, Tandori Dezsővel)
- E. R. Burroughs: Tarzan és az elveszett birodalom (1990, Tandori Dezsővel)
- P. Vandenberg: Egy orvos – a nők álma. Danny a tengerparton anyát választ. Bruggmann doktor esetei (1990, Tandori Dezsővel)
- G. van Bergen: Éjszaka a műtőben. Az orvos és a táncosnő. Holten doktor esetei (1990, Tandori Dezsővel)
- J. Krantz: Örökölt szerelem (1990, Tandori Dezsővel)
- E. R. Burroughs: Tarzan és az aranyváros (1991, Tandori Dezsővel)
- Schopenhauer: A világ mint akarat és képzet (1992, Tandori Dezsővel, Tar Ibolyával)
- M. Ross: Arc a ködben (1992, Tandori Dezsővel)
- E. Rostand: Don Juan utolsó éjszakája (1995, Tandori Dezsővel)
- J. Carroll: Életre halálra (1996, Tandori Dezsővel)